# Robert (voornaam)
Robert is een mannelijke voornaam, die is afgeleid van de Germaanse stamwoorden hrod en beraht (of berht), die zoiets betekenen als "eer", "roem", "groots", "briljant", "faam" en "licht", "stralend", "schitterend" (zie ook 'vereerd', 'bright' en 'pracht'), waarmee de naam staat voor iets als "stralende roem". De naam heeft haar oorsprong op het Europese vasteland en bereikte van daaruit ook Engeland, waar ook voor de invasie door de Vikingen al een soortgelijke vorm bestond.

## Varianten
De naam Robert kent ook een aantal varianten, bijvoorbeeld:
- Robbie
- Robby
- Bobby
- Bobbie
- Rob

## Varianten in andere talen
| Taal                 | Mannelijke vorm                                        | Vrouwelijke vorm |
| -------------------- | ------------------------------------------------------ | ---------------- |
| Oergermaans          | hrôdberxtas                                            |                  |
| Oudhoogduits         | Hrodebert, Rodbert                                     |                  |
| Oudengels            | Hrēodbēorht, Hrodberht, Hrēodbēorð, Hrœdbœrð, Hrœdberð |                  |
| Oudfrans             | Rodbert, Robert                                        |                  |
| Engels               | Robert                                                 | Roberta          |
| Frans                | Robert, Rober, Roper                                   | Roberta          |
| Duits                | Robert, Robrecht, Rodebrecht, Rodeberht                | Roberta          |
| Italiaans/Spaans     | Roberto                                                |                  |
| (Middeleeuws) Latijn | Rotberti                                               |                  |

## Personen

### Heersers en adel
Graven van Alençon
- Robert I van Alençon (?-1217)
- Robert II van Alençon = Robert II van Bellême

Heren van Annandale
- I: Robert de Brus, 1e heer van Annandale (?-1142)
- II: Robert de Brus, 2e heer van Annandale (?-1194)
- III: Robert de Brus, 4e heer van Annandale (?-ca. 1226/1233)
- IV: Robert de Brus, 5e heer van Annandale (1215-1295)
- V: Robert de Brus, 6e heer van Annandale (1243-1304)

Graven van Artesië
- Robert I van Artesië (1216-1250), 'de Goede'
- Robert II van Artesië (1250-1302)
- Robert III van Artesië (1287-1342), mislukte poging tot graaf
- Robert IV van Artesië = Robert van Artesië (1356-1387)

Graven van Auvergne
- Robert I van Auvergne (?-1032)
- Robert II van Auvergne (?-1096)
- Robert III van Auvergne (?-ca. 1147)
- Robert IV van Auvergne (?-1194)
- Robert V van Auvergne (1225-1276), graaf van Boulogne
- Robert VI van Auvergne (1250-1314), graaf van Boulogne
- Robert VII van Auvergne (1282-1325), graaf van Boulogne

Graven van Bar
- Robert I van Bar (1344-1411), graaf en hertog van Bar
- Robert van Bar (1390-1415), graaf van Soissons (Bar afgekocht)

Heren van Bellême
- Robert I van Bellême (?-1035)
- Robert II van Bellême (?-1113), 'de Duivel', graaf van Ponthieu

Heren van Béthune
- Robrecht I van Béthune (voor 1000)
- Robrecht II van Béthune (?)
- Robrecht III van Béthune (?)
- Robrecht IV van Béthune (1090-1128)
- Robrecht V van Béthune (ca. 1130-1191)
- Robrecht VI van Béthune (?-ca. 1193/1194)
- Robrecht VII van Béthune (1200-1248), voogd van Atrecht, heer van Dendermonde en Béthune en pair van Vlaanderen

Hertogen van Bourgondië
- Robert van Bourgondië (865-923), graaf van Tours en koning van West-Francië
- Robert II van Bourgondië (1248-1306)

Graven van Dreux(-Braine)
- Robrecht I van Dreux (1123-1188), 'de Grote'
- Robrecht II van Dreux (1154-1218), 'de Jonge'
- Robrecht III van Dreux (1185-1234), 'Gasteblé'
- Robrecht IV van Dreux (1241-1282)
- Robrecht V van Dreux (1293-1329)

Koningen van Frankrijk
- Robert I van Frankrijk = Robert van Bourgondië
- Robert II van Frankrijk (972-1031), hertog van Bourgondië en graaf van Auxerre

Heren van Harcourt
- Robert I van Harcourt (na 1078–na 1100)
- Robert II van Harcourt (na 1124-1212), 'de Sterke', heer van Elbeuf

Graven van Meulan
- Robert I van Meulan (1050-1118), heer van Elbeuf
- Robert II van Meulan (1142-1204), heer van Elbeuf

Graaf van Namen (Lommegouw)
- Robert I van Namen (?-981),
- Robert II van Namen = Robrecht II van Namen (?-1031)

Hertog van Normandië
- Rollo = Robert I van Normandië (ca. 860–ca. 932)
- Robert de Duivel = Robert I of II van Normandië (ca. 1005-1035), 'de Prachtlievende'
- Robert Curthose = Robert II of III van Normandië (ca. 1054-1134), graaf van Maine

Hertogen van Parma
- Robert I van Parma (1848-1907)
- Robert II van Bourbon-Parma (1909-1974), titulair

Koningen van Schotland
- Robert I van Schotland (1274-1329), 'the Bruce'
- Robert II van Schotland (1316-1390)
- Robert III van Schotland (ca. 1340-1406)

Graven van Vlaanderen
- Robrecht I de Fries (1029/32–1093)
- Robrecht II van Jeruzalem (1065–1111)
- Robrecht III van Vlaanderen (1249–1322)

Graven in de Wormsgouw (ook Rutpert)
- Robert I van Wormsgouw (710-na 764)
- Robert II van Wormsgouw (760/765-807)
- Robert III van Wormsgouw (790-834)

Overig
- Robert van Gloucester (graaf) (ca. 1085/90–1147), graaf van Gloucester
- Robert de Craon (1147), grootmeester van de Orde der Tempeliers
- Robert de Deen (965-1037), aartsbisschop van Rouen en graaf van Évreux
- Robert de Sablé (?-1192/1193), grootmeester der Tempeliers en heer van Cyprus
- Robert van Bourbon-Orléans (1840-1910), Franse prins (Bourbon-Orléans)
- Robert van Clermont (1256-1318), graaf van Clermont-en-Beauvaisis en Bourbon
- Robert van Courtenay (1201-1228), keizer van Constantinopel en heer van Courtenay
- Robert van Gloucester (historicus) (1250-1300), Brits kroniekschrijver
- Robert van Haspengouw (?-807), graaf van de Worms- en Oberrheingau
- Robert van Napels (1277-1343), 'de Wijze', koning van Napels en graaf van Provence
- Robert van Oostenrijk-Este (1915-1996), Oostenrijks aartshertog
- Robert van Tarente (1315-1364), vorst van Achaea
- Robert van Toul (10e eeuw), prins-bisschop van Toul
- Robert I van Francië (?-866), 'de Sterke', graaf van Tours
- Robert I van Meaux (tussen 910 en 934-975), graaf van Meaux, Troyes en Chalon
- Robert I van Eu (?-1091), graaf van Eu
- Robert Devereux (1566-1601), graaf van Essex
- Robert Dudley (1532-1588), graaf van Leicester
- Robert Guiscard (1015-1085), graaf en hertog van Apulië

### A
- Robert Adam (1728-1792), Brits architect
- Robert Adler (1913-2007), Amerikaans natuurkundige
- Robert Aerens (1883-1969), Belgisch kunstschilder
- Robert Aickman (1914-1981), Engels schrijver en natuurbeschermer
- Robert Alban (1952), Frans wielrenner
- Robert Alden (1836-1911), Amerikaans dominee wiens personage is gebruikt in de Amerikaanse televisieserie Het kleine huis op de prairie
- Robert Aldrich (1918-1983), Amerikaans filmregisseur, scenarist en producer
- Robert Allen (bokser) (1969), Amerikaans bokser
- Robert Altman (1925-2006), Amerikaans filmregisseur
- Robert Amadou (1924-2006), Frans Martinist erudiet, mysticus en esotericus
- Robert Ambelain (1907-1997), Frans schrijver, vrijmetselaar, Martinist, astroloog en occultist
- Robert Andersen (?), Belgisch hoogleraar en voorzitter van de Raad van State
- Robert Anjema (1951), Nederlands squasher
- Robert Anker (1946-2017), Nederlands dichter
- Robert Antelme (1917-1990), Frans jurist en schrijver
- Robert Armani (1970), echte naam Robert Woods, techno-dj en producer
- Robert Hendrik Arntzenius (1778-1823), Nederlands jurist
- Robert Atkins (1930-2003), Amerikaans cardioloog en voedingsdeskundige (Atkins-dieet)
- Robert Aumann (1930), Israëlisch wiskundige
- Robert Ayton (1570-1638), Schots dichter

### B
- Robert Baden-Powell (1857-1941), Brits luitenant-generaal, schrijver en de grondlegger van scouting
- Robert Barbers (1944-2005), Filipijns politicus
- Robert Baxter (?), Australisch acteur
- Robert Ballard (1942), Amerikaans oceanograaf
- Robert Bárány (1876-1936), Hongaars-joods-Oostenrijks medicus
- Robert Barron (1959), Amerikaans bisschop van de Rooms-Katholieke Kerk
- Robert Bartko (1975), Duits wielrenner
- Robert S.P. Beekes (1937), Nederlands taalkundige
- Robert Beijer (1952), Belgisch rijkswachter en crimineel
- Robert Belleme (ca. 1054–ca. 1131), Brits strijdgenoot van Willem de Veroveraar
- Robert Beltran (1953), Amerikaans acteur
- Robert Foster Bennett (1933), Amerikaans senator (Utah)
- Robert Russell Bennett (1894-1981), Amerikaans componist, dirigent en pianist
- Robert Blair (1699-1746), Schots dichter
- Robert Blake (1599-1657), Brits militair bevelhebber en admiraal
- Robert Blankenship (1921-1970), Amerikaans militair
- Robert Bloch (1917-1994), Amerikaans schrijver
- Robert Blom (1948), Nederlands politicus, adviseur en schrijver
- Robert Laird Borden (1854-1937), Canadees politicus en minister-president
- Robert Bosch (1861-1942), Duits industrieel en filantroop
- Robert Bouten (1984), Nederlands slalomkanoër
- Robert Boyle (1627-1691), Iers filosoof en scheikundige/alchemist
- Robert van Boxel (1983), Nederlands voetballer
- Robert Braber (1982), Nederlands voetballer
- Robert Braet (1912-1987), Belgisch voetballer
- Robert Brandt (1982), Fins langebaanschaatser
- Robert Brasillach (1909-1945), Frans schrijver, dichter en journalist
- Robert Bresson (1901-1999), Frans cineast
- Robert Briner (1885-1960), Zwitsers politicus
- Robert ten Brink (1955), Nederlands presentator en acteur
- Robert Brown (acteur) (1921-2003), Brits acteur in James Bondfilms
- Robert Brown (botanicus) (1773-1858), Schots botanicus
- Robert Bunsen (1811-1899), Duits chemicus
- Robert Burbano (1970), Ecuadoraans voetballer
- Robert Burks (1909-1968), Amerikaans cameraman
- Robert Burns (1759-1796), Schots dichter
- Robert Byrd (1917), Amerikaans senator (West Virginia)
- Robert Byrne (1928), Amerikaans schaker

### C
- Robert Cailliau (1947), Belgisch een van de uitvinders/bedenkers van het World Wide Web
- Robert Cambert (1628-1677), Frans componist, organist en klavecinist
- Robert Campin (ca. 1378-1444), Belgisch schilder ("Vlaamse Primitieven")
- Robert Capa (1913-1954), Joods-Hongaars-Amerikaans oorlogsfotograaf
- Robert Carlyle (1961), Schots filmacteur
- Robert Carradine (1954), Amerikaans acteur
- Robert Casadesus (1899-1972), Frans pianist en componist
- Robert de Castella (1957), Australisch atleet (marathon)
- Robert Charpentier (1916-1966), Frans wielrenner
- Robert Cheboror (1978), Keniaans langeafstandsloper
- Robert Cheruiyot (1978), Keniaans langeafstandsloper
- Robert Chesebrough (1837-1933), Brits-Amerikaans chemicus en uitvinder
- Robert Clotworthy (1931), Amerikaans schoonspringer
- Robert Cochran (?), Amerikaans televisieproducent
- Robert Collignon (1943), Belgisch politicus, burgemeester en minister
- Robert Comtesse (1847-1922), Zwitsers politicus
- Robert Cray (1953), Amerikaans bluesmuzikant, gitarist en zanger
- Robert Crosbie (1849-1919), Canadees theosoof
- Robert Crumb (1943), Amerikaans illustrator en striptekenaar
- Robert Cullen (1985), Japans voetballer

### D
- Robert Dahl (1915), Amerikaans hoogleraar
- Robert François Damiens (1715-1757), Frans crimineel (poogde Lodewijk de 15e te vermoorden)
- Robert Darnton (1939), Amerikaans historicus
- Robert Davaux (ca. 1885-ca. 1965), Belgisch kunstschilder
- Robert Davenport (?-1640), Brits toneelschrijver
- Robert Davi (1953), Amerikaans acteur
- Robert De Man (1900-1978), Belgisch politicus, burgemeester en minister
- Robert De Veen (1886-1939), Belgisch voetballer
- Robert Delaunay (1885-1941), Frans kunstschilder
- Robert Dick (1950), Amerikaans fluitist en componist
- Robert Dicke (1916-1997), Amerikaans natuurkundige
- Robert S. Dietz (1914-1995), Amerikaans geofysicus en oceanograaf
- Robert Dill-Bundi (1958), Zwitsers wielrenner
- Robert Dilts (1955), Amerikaans ontwikkelaar, schrijver, trainer en coach in Neuro-Linguïstisch Programmeren (NLP)
- Robert Doisneau (1912-1994), Frans fotograaf
- Robert Donat (1905-1958) Brits toneelschrijver
- Robert Donner (1931-2006), Amerikaans acteur
- Robert Jan Doorn (1946), Nederlands zakenman, libertariër en verdachte (witwasserij)
- Robert Doornbos (1981), Nederlands autocoureur
- Robert Douglas (acteur) (1909-1999), Brits-Amerikaans acteur en regisseur
- Robert Doutreligne (1861-1921), Belgisch politicus en burgemeester
- Robert Downey jr. (1965), Amerikaans acteur
- Robert Dressler (1927), Amerikaanse botanicus
- Robert Duvall (1931), Amerikaans acteur

### E
- Robert Earnshaw (1981), Zambiaans-Welsh voetballer
- Robert Eenhoorn (1968), Nederlands honkballer
- Robert Einstein (1942), Amerikaanse acteur en komedieschrijver
- Robert Emmijan (1965), Sovjet-Armeens verspringer
- Robert Engels (?), Nederlands diplomaat
- Robert Englaro (1969), Sloveens voetballer
- Robert Englund (1949), Amerikaans acteur
- Robert Enke (1977-2009), Duits voetballer
- Robert Etienne (1503-1559), Frans drukker
- Robert Ettinger (1918), Amerikaans schrijver

### F
- Robert Fagel (1771-1856), Nederlands militair en politicus
- Robert Faurisson (1929), Frans holocaustontkenner
- Robert Fayrfax (1464-1521), Brits componist
- Robert Fico (1964), Slowaaks premier
- Robert Finley (1772-1817), Amerikaans dominee en wetenschapper en medeoprichter van de American Colonization Society
- Robert Fisk (1946), Brits journalist en Midden-Oosten-correspondent
- Robert FitzRoy (1805-1865), Brits marine-officier, hydrograaf en meteoroloog
- Robert Fludd (1574-1637), Brits natuurkundige, astroloog en mysticus
- Robert Flynn (1968), Amerikaans zanger en gitarist (Machine Head)
- Robert Fontaine (1980), Franse schaker
- Robert Forbes (1900-1973), Nederlands scheikundige en wetenschapshistoricus
- Robert Ford (1860-1892), Amerikaans crimineel, schoot Jesse James dood
- Robert Webster Ford (1923), Brits radiotechnicus en diplomaat
- Robert Förster (1978), Duits wielrenner
- Robert Foulis (1796-1866), Canadees ingenieur, uitvinder, zakenman en kunstenaar (uitvinder van misthoorn)
- Robert Francissen (1949), Nederlands uitgever
- Robert Fripp (1946), Brits gitarist en componist
- Robert Dean Frisbie (1896-1948), Amerikaans reisverhalenschrijver (Polynesië)
- Robert Frost (1874-1963), Amerikaans dichter
- Robert Fruin (1823-1899), Nederlands historicus
- Robert Fruin (Th. Azn) (1857-1935), Nederlands jurist en archivaris
- Robert Fuchs (componist) (1847-1927), Oostenrijks componist
- Robert Fuchs (voetballer) (1975), Nederlands voetballer
- Robert Fulton (1765-1815), Amerikaans schilder, ingenieur en uitvinder
- Robert F. Furchgott (1916), Amerikaans scheikundige

### G
- Bob Garrett (1875-1961), Amerikaans atleet
- Robert Gascoyne-Cecil (1830-1903), Brits politicus en eerste minister
- Robert Gates (1943), Amerikaans minister van defensie
- Robert Geesink (?), Nederlandse schilder
- Robert Gellately (1943), Amerikaans historicus
- Robert Gentleman (1923), Brits waterpoloër
- Robert van Genechten (1895-1945), Belgisch-Nederlands jurist, econoom, auteur, politicus en bestuurder
- Robert Gernhardt (1937-2006), Duits auteur, lyricus, essayist, satiricus, tekenaar en schilder
- Robert Gesink (1986), Nederlands wielrenner
- Robert Giesberts (1966), Nederlands politicus
- Robert Gillon (1884-1972), Belgisch politicus en Senaatsvoorzitter
- Robert Gober (1954), Amerikaans beeldend kunstenaar
- Robert Goddard (auteur) (1954), Brits thrillerschrijver
- Robert Hutchings Goddard (1882-1945), Amerikaans wetenschapper en uitvinder (ruimtevaart)
- Robert John Goddard (?), Nederlands nationaalsocialistisch uitgever
- Robert Godding (1883-1953), Belgisch liberaal politicus
- Robert Govett (1813-1901), Brits theoloog en predikant
- Robert van de Graaff (1901-1967), Amerikaans natuurkundige en instrumentmaker
- Robert Graves (1895-1985), Brits dichter en schrijver
- Robert von Greim (1892-1945), Duits piloot en generaal-veldmaarschalk
- Robert Greene (ca. 1560-1592), Brits schrijver
- Robert Grimm (1881-1958), Zwitsers politicus en vakbondsman
- Robert Jasper Grootveld (1932), Nederlands kunstenaar
- Robert Groslot (1951), Belgisch pianist, dirigent, componist, graficus en cineast
- Robert Grosseteste (ca. 1175-1253), Brits staatsman, scholastisch filosoof, theoloog en bisschop van Lincoln
- Robert Grubb (1950), Australisch acteur
- Robert Grubbs (1942), Amerikaans scheikundige
- Robert Gruslin (1901-1985), Belgisch politicus en Waalse militant
- Robert van Gulik (1910-1967), Nederlands sinoloog, diplomaat en schrijver
- Robert Guthrie (1916-1995), Amerikaans kinderarts en uitvinder (hielprik)

### H
- Robert Haab (1865-1939), Zwitsers politicus
- Robert Haagsma (1963), Nederlandse muziekjournalist
- Robert Hales (?), Brits grafisch ontwerper en videoclipregisseur
- Robert David Hall (1947), Amerikaans acteur
- Robert Hardy (acteur) (1925), Brits acteur
- Robert Hardy (basgitarist) (1980), Brits basgitarist
- Robert Harris (1957), Brits journalist en schrijver
- Robert Harting (1984), Duits discuswerper
- Robert Havekotte (1967), Nederlands waterpoloër
- Robert de la Haye (1965), Nederlands acteur
- Robert Hayles (1973), Brits wielrenner
- Robert Hébras (1925), Frans overlevende van het bloedbad van Oradour-sur-Glane tijdens WO2
- Robert Heffernan (1978), Iers snelwandelaar
- Robert Hegnauer (1919-2007), Zwitsers botanicus
- Robert Heilbroner (1919-2005), Amerikaans econoom
- Robert Heinlein (1907-1988), Amerikaans sciencefictionschrijver
- Robert Henley (1783-1828), Amerikaans kapitein en militair
- Robert Henrion (1915-1997), Belgisch politicus en minister
- Robert Hepburn (1690/1691-1712), Schots schrijver en jurist
- Robert Heppener (1925), Nederlands componist
- Robert Herberigs (1886-1974), Belgisch componist, schilder en schrijver
- Robert Herman (1914-1997), Amerikaans natuurkundige
- Robert van 't Hoff (1887-1979), Nederlands architect en architectuurtheoreticus
- Robert Hoffman (1980), Amerikaans acteur
- Robert Hofstadter (1915-1990), Amerikaans natuurkundige
- Robert Holdstock (1948), Brits fantasy- en sciencefictionschrijver
- Robert Holl (1947), Nederlands bas-bariton
- Robert Holmes (ca. 1622-1692), Brits admiraal
- Robert Hood (1965), Amerikaans muziekproducer en techno-dj
- Robert de Hoog (1988), Nederlands acteur
- Robert Hooke (1635-1703), Brits sterrenkundige, natuurkundige en architect
- Robert van der Horst (1984), Nederlands hockeyer
- Robert Horstink (1981), Nederlands volleyballer
- Robert Houben (1905-1992), Belgisch politicus en minister
- Robert E. Howard (1906-1936), Amerikaanse schrijver van verhalen
- Robert Hoyzer (1979), Duits voetbalscheidsrechter
- Robert Hübner (1948), Duits schaker
- Robert Huffman (1965), Amerikaans worstelaar (Booker T.)
- Robert Hunter (wielrenner) (1977), Zuid-Afrikaans wielrenner
- Robert Huth (1984), Duits voetballer

### J
- Robert H. Jackson (1892-1954), Amerikaans procureur-generaal en hoofdaanklager tijdens de Processen van Neurenberg
- Robert Jaworski (1946), Filipijns basketbalspeler en politicus
- Robert Jenkinson (1770-1828), Brits politicus en eerste minister
- Robert Jennings (1913-2004), Brits rechter en president van het Internationaal Gerechtshof
- Robert Jensen (1973), Nederlands radio-dj en tv-presentator
- Robert Jenson (1930), Amerikaans theoloog en professor
- Robert Johnson (1911-1938), Amerikaans bluesartiest
- Robert Jones (VC) (1857-1898), Brits militair
- Robert Jordan (auteur) (1948-2007), Amerikaans fantasy-auteur (pseudoniem)

### K
- Robert S. Kaplan (1940), Amerikaans bedrijfseconoom
- Robert D. Kaplan (1951), Amerikaans schrijver en politiek journalist
- Robert Karlsson (1969), Zweeds golfer
- Robert Käslin (1871-1934), Zwitsers jurist en politicus
- Robert Keller (1828-1891), Duits partituurredacteur
- R. Kelly (1967), Amerikaans R&B- en hiphop-zanger (pseudoniem)
- Robert Kempiński (1977), Pools schaker
- Robert F. Kennedy (1925-1968), Amerikaans jurist en presidentskandidaat
- Robert F. Kennedy Jr. (1954), Amerikaans advocaat, milieuactivist, schrijver en radiopresentator
- Robert Kerr (1882-1963), Canadees sprinter
- Robert Kiesel (1911-1993), Amerikaans atleet
- Robert Merrill King (1930-2007), Amerikaans botanicus
- Robert King (1906-1965), Amerikaans atleet
- Robert Kirby (1948), Brits arrangeur, toetsenist en producer
- Robert Knepper (1959), Amerikaans acteur
- Robert Koch (1843-1910), Duits medicus
- Robert Kohnen (?), Belgisch organist en clavecinist
- Robert Korzeniowski (1968), Pools snelwandelaar
- Robert Kotsjarian (1954), Armeens president
- Robert Kovač (1974), Kroatisch voetballer
- Robert Kranenborg (1951), Nederlands kok
- Robert van der Kroft (1952), Nederlands striptekenaar
- Robert Kubica (1984), Pools coureur

### L
- Robert La Follette (1855-1925), Amerikaans politicus
- Robert Lambooij (1904-1992), Nederlands burgemeester
- Robert John Lange (1948), Zuid-Afrikaans-Brits muziekproducent
- Robert Langenbach (?), Nederlands sportbestuurder
- Robert Lathouwers (1983), Nederlands atleet
- Robert Betts Laughlin (1950), Amerikaans natuurkundige
- Robert M. Laughlin, Amerikaans etnoloog
- Robert E. Lee (1807-1870), Amerikaans generaal en opperbevelhebber van de strijdkrachten van de zuidelijke Geconfedereerde Staten van Amerika
- Robert Lehmann (1984), Duits langebaanschaatser
- Robert Lehnhoff (1906-1950), 'de Beul van Groningen', Duits SD'er en oorlogsmisdadiger
- Robert Lemm (1945), Nederlands vertaler en schrijver
- Robert Sean Leonard (1969), Amerikaans acteur
- Robert Leroy (?), Nederlands zanger
- Robert Ley (1890-1945), Duits nazipoliticus
- Robert Jay Lifton (1926), Amerikaans psychiater en schrijver
- Robert Lijesen (1985), Nederlands zwemmer
- Robert Melvil van Lijnden (1843-1910), Nederlands politicus
- Robert Littell (1935), Amerikaans schrijver
- Robert Llewellyn (1956), Brits acteur, regisseur en scenarioschrijver
- Robert Loesberg (1944-1990), Nederlands schrijver
- Robert Long (1943-2006), Nederlands zanger, schrijver, componist, cabaretier en televisiepresentator (pseudoniem)
- Robert de Loor (1980), Nederlands diskjockey
- Robert Ludlum (1927-2001), Amerikaans schrijver
- Robert Lussac (1902-1987), Belgisch acteur

### M
- Robert M. (1983), in 2010 verdacht van het als medewerker kinderopvang en als oppas plegen van zedenmisdrijven met kinderen jonger dan vier jaar
- Robert Maaskant (1969), Nederlands voetballer en trainer
- Robert Maat (?), Nederlands honkballer
- Robert Engel Machol (1917-1998) Amerikaans ingenieur
- Robert H. MacArthur (1930-1972), Amerikaans ecoloog
- Robert Maćkowiak (1970), Pools sprinter
- Robert Mallet-Stevens (1886-1945), Frans architect
- Robert Nesta Marley (1945-1981), echte naam van Bob Marley, Jamaicaans zanger
- Robert Maschio (1966), Amerikaanse acteur
- Robert Maudsley (1953), Brits seriemoordenaar
- Robert McHenry (1945), Amerikaans redacteur
- Robert McLachlan (1971), Australisch wielrenner
- Robert McNamara (1916), Amerikaans politicus
- Robert Menzies (1894-1978), Australisch minister-president
- Robert Merkoelov (1931), Sovjet-schaatser
- Robert Bruce Merrifield (1921-2006), Amerikaans biochemicus
- Robert C. Merton (1944), Amerikaans econoom
- Robert K. Merton (1910-2003), Amerikaans socioloog (self fulfilling prophecy/CUDOS)
- Robert Metcalfe (1946), Amerikaans informaticus (ethernet)
- Robert Michels (1876-1936), Duits socioloog
- Robert Miles (1969), Zwitsers dj en componist
- Robert Millar (1958), Schots wielrenner
- Robert Millikan (1868-1953), Amerikaans natuurkundige
- Robert P. Mills (1920-1986), Amerikaans sciencefiction-redacteur
- Robert Mitchell (1913-1996), Brits waterpolospeler
- Robert Mitchum (1917-1997), Amerikaans acteur
- Robert Moffat (1795-1883), Schots zendeling naar Afrika
- Robert Molenaar (1969), Nederlands voetballer
- Robert van Molesme (1028-1111), stichter van de kloosterorde der cisterciënzers
- Robert Mols (1848-1903), Belgisch realistisch kunstschilder en etser
- Robert Monroe (1915-1995), Amerikaans zakenman en paranormaalbegaafde
- Robert Montgomery (1904-1981), Amerikaans acteur
- Robert Moog (1934-2005), Amerikaans muziekinstrumentbouwer
- Robert Moreau (1915-2006), Belgisch politicus
- Robert Morris (kunstenaar) (1931), Amerikaans beeldend kunstenaar en schrijver
- Robert Morris (parapsycholoog) (1942-2004), Brits psycholoog
- Robert Morris (zakenman) (1734-1806), Amerikaans zakenman en politicus
- Robert Morton (ca. 1430/1440-1479), Brits componist en zanger
- Robert Mosuse (1970-2000), Belgisch zanger
- Robert Moszkowicz (1953), Nederlands jurist, advocaat en belastingadviseur
- Robert Motherwell (1915-1991), Amerikaans kunstschilder (abstract expressionisme)
- Robert Mugabe (1924), Zimbabwaans president
- Robert Sanderson Mulliken (1896-1986), Amerikaanse fysicus en chemicus
- Robert Mundell (1932), Amerikaans econoom en professor
- Robert Rudolph Lodewijk de Muralt (1871-1936), Nederlands waterbouwkundige en politicus
- Robert Musil (1880-1942), Oostenrijks schrijver (essayisme)

### N
- Robert De Niro (1943), Amerikaans acteur
- Robert Nisbet (1913-1996), Amerikaans socioloog
- Robert Nivelle (1856-1924), Frans generaal
- Robert Nobel (1829-1896), Zweeds industrieel en oliemagnaat
- Robert Noorduyn (1893-1959), Amerikaans vliegtuigbouwer en -ontwikkelaar
- Robert Christiaan Noortman (1946-2007), Nederlands kunsthandelaar en zakenman
- Robert Noyce (1927-1990), Amerikaans ondernemer en natuurkundige
- Robert Nozick (1938-2002), joods-Amerikaans filosoof

### O
- Robert Oppenheimer (1904-1967), joods-Amerikaans natuurkundige (Manhattanproject)
- Robert Opron (1932), Frans autodesigner
- Robert Ornstein (?), Amerikaans psycholoog
- Robert Ouko (1948), Keniaans atleet
- Robert Owen (1771-1858), Welsh sociaal hervormer

### P
- Robert Palmer (1949-2003), Brits popmusicus (pseudoniem)
- Robert L. Park (1931), Amerikaans natuurkundige en professor
- Robert M. Parker (1947), Amerikaans wijn-journalist
- Robert Pastorelli (1954-2004), Amerikaans acteur
- Robert Patrick (1958), Amerikaans acteur
- Robert Pattinson (1986), Brits acteur
- Robert Paul (1949), Nederlands entertainer
- Robert Edwin Peary (1856-1920), Amerikaans ontdekkingsreiziger
- Robert Peel (1788-1850), Brits premier
- Robert Petitjean (1887-1951), Belgisch politicus
- Robert Petrov (1978), Macedonisch voetballer
- Robert Picardo (1953), Amerikaans acteur
- Robert Pickton (1950), Canadees varkensboer en seriemoordenaar
- Robert de Pinho de Souza (1981), Braziliaans voetballer
- Robert Pirès (1973), Frans voetballer
- Robert M. Pirsig (1928), Amerikaans filosoof en schrijver
- Robert Plant (1948), Brits rockzanger (Led Zeppelin)
- Robert Pollard (1957), Amerikaans zanger-liedschrijver (Guided by Voices)
- Robert Popov (1982), Macedonisch voetballer
- Robert Pothecary (1963), Brits kunstschilder
- Robert Prosinečki (1969), Duits voetballer
- Robert Protin (1872-1953), Belgisch wielrenner
- Robert Puttemans (1902-1978), Belgisch architect
- Robert von Puttkamer (1828-1900), Pruisisch politicus

### R
- Robert Radosz (1975), Pools wielrenner
- Robert Rauschenberg (1925-2008), Amerikaans kunstenaar (popart)
- Robert Recorde (ca. 1510-1558), Welsh-Brits wis- en natuurkundige
- Robert Redeker (1954), Frans schrijver en filosofiedocent
- Robert Redford (1936), Amerikaans acteur, regisseur en producent
- Robert Regout (1896-1942), Nederlands jezuïet, rechtsgeleerde en verzetsstrijder
- Robert Rescorla (1940), Amerikaans leerpsycholoog
- Robert Coleman Richardson (1937), Amerikaans natuurkundige
- Robert Ris (1988), Nederlands schaker
- Robert Robinson (1886-1975), Brits scheikundige
- Robert Guérin du Rocher (1736-1792), Frans geestelijke
- Robert Rodriguez (1968), Amerikaans filmregisseur
- Robert Roest (1969), Nederlands voetballer
- Robert Roy MacGregor (1671-1734), 'Rob Roy', Schotse volksheld en vrijbuiter
- Robert Ruark (1915-1965), Amerikaans schrijver

### S
- Robert J. Sawyer (1960), Canadees sciencefictionschrijver
- Robert Schad (1953), Duits beeldhouwer
- Robert C. Schnitzer (1906-2008), Amerikaans acteur en producent
- Robert Schoemacher (1958), Nederlands arts
- Robert Schomburgk (1804-1865), Duits-Brits ontdekkingsreiziger
- Robert Schrieffer (1931), Amerikaans natuurkundige
- Robert H. Schuller (1926), Amerikaans televisiedominee
- Robert Schumann (1810-1856), Duits componist
- Robert Falcon Scott (1868-1912), Brits ontdekkingsreiziger (Antarctica)
- Robert Selig (1939-1984), Amerikaans componist en muziekpedagoog
- Robert Senelle (1918), Belgisch wetenschapper en grondwetsdeskundige
- Robert Serry (1950), Nederlands diplomaat en ambassadeur
- Robert Shaw (1927-1978), Brits acteur en schrijver
- Robert Gould Shaw (1837-1863), Amerikaans officier
- Robert Sheldon (1954), Amerikaans componist, muziekpedagoog en dirigent
- Robert Silverberg (1935), Amerikaans sciencefiction- en fantasyschrijver
- Robert David Simons (1885-1969), Surinaams jurist, Statenlid, publicist en dichter
- Robert Simpson (1921-1997), Brits componist en musicoloog
- Robert Sink (1905-1965), Amerikaans legerofficier
- Robert Sjavlakadze (1933), Sovjet-Russisch atleet (hoogspringen)
- Robert Slater (1964), Australisch voetballer
- Robert Slimbach (1956), Amerikaans grafisch ontwerper
- Robert Slippens (1975), Nederlands baanwielrenner
- Robert Smith (musicus) (1959), Brits zanger, gitarist en toetsenist (The Cure)
- Robert W. Smith (1958), Amerikaans componist, muziekpedagoog, dirigent, trompettist muziekproducent en muziekuitgever
- Robert Solow (1924), Amerikaans econoom
- Robert Soloway (1940), Amerikaans spammer en crimineel
- Robert Southey (1774-1843), Brits dichter en prozaschrijver
- Robert Southwell (ca. 1561-1595), Brits rooms-katholiek priester en dichter
- Robert Spencer (1962), Amerikaans schrijver
- Robert Stack (1919-2003), Amerikaans acteur
- Robert Starer (1924-2001), Oostenrijks-Amerikaans componist en muziekpedagoog
- Robert Louis Stevenson (1850-1894), Schots schrijver
- Robert Stewart (componist) (1918-1995), Amerikaans componist en muziekpedagoog
- Robert Stewart (Orkney) (1533-1593), Brits graaf (buitenechtelijke zoon van Jacobus V)
- Robert Jan Stips (1950), Nederlands toetsenist (Nits)
- Robert Stirling (1790-1878), Schots dominee en uitvinder
- Robert Stoltz (1976), Zweeds voetballer
- Robert Stolz (1880-1975), Oostenrijks componist en dirigent
- Robert Suderberg (1936), Amerikaans componist, muziekpedagoog, dirigent en pianist
- Robert Sund (1942), Zweeds componist, dirigent, psycholoog, socioloog, musicoloog, muziekpedagoog en zanger
- Robert Surcouf (1773-1827), Frans kaperkapitein
- Robert Suter (1919-2008), Zwitsers componist en muziekpedagoog
- Robert Sweet (muzikant) (1960), Amerikaans christelijk metaldrummer
- Robert Szatkowski (1970), 'Rob Van Dam', Amerikaans profworstelaar
- Robert Špehar (1970), Kroatisch voetballer

### T
- Robert Taft (1889-1953), Amerikaans senator (Ohio)
- Robert Tarjan (1948), Amerikaans informaticus
- Robert Taylor (atleet) (1948-2007), Amerikaans atleet (sprinter)
- Robert Sutherland Telfer (1977), Amerikaans acteur
- Robert Tessier (1934-1990), Amerikaans acteur en stuntman
- Robert Thaler (1950), Amerikaans acteur
- Robert Alberdingk Thijm (1965), Nederlands scenarioschrijver
- Robert Thornton (1967), Schots darter
- Robert Tijdeman (1943), Nederlands wiskundige (getaltheorie)
- Róbert Tomaschek (1972), Slowaaks voetballer
- Robert Torti (1961), Amerikaans acteur
- Robert Triffin (1911-1993), Belgisch-Amerikaans econoom (Triffindilemma)
- Robert Trujillo (1964), Amerikaans bassist
- Robert Trumpler (1886-1956), Amerikaans astronoom

### U
- Robert Urbain (1930), Belgisch politicus, burgemeester en minister
- Robert Urich (1946-2002), Amerikaans televisieacteur

### V
- Robert Van de Walle (1954), Belgisch judoka
- Robert Van der Veken (1928), Belgisch hoorspelacteur
- Robert Vandekerckhove (1917-1980), Belgisch politicus en minister
- Robert Vandeputte (1908-1997), Belgisch minister
- Robert Vaughn (1932), Amerikaans acteur en regisseur
- Robert Jan van der Veen (1943), Nederlands politiek theoreticus
- Robert Velter (1991), Frans stripauteur (Robbedoes)
- Robert Venturi (1925), Amerikaans architect
- Robert Verbelen (1911-1990), Belgisch SS-officier
- Robert Vermeire (1944), Belgisch veldrijder
- Robert Voorhamme (1949), Belgisch politicus
- Robert Vuijsje (1970), Nederlands journalist en schrijver
- Robert Vunderink (1961), Nederlands langebaanschaatser

### W
- Robert Wadlow (1918-1940), langste mens (2,72 meter)
- Robert Wagner (seriemoordenaar) (1971), Australisch seriemoordenaar en kannibaal
- Robert Wagner (wielrenner) (1983), Duits wielrenner
- Robert Walker (1918-1951), Amerikaans acteur
- Robert Walpole (1676-1745), Brits politicus
- Robert Warzycha (1963), Pools voetballer en voetbalcoach
- Robert Waseige (1939-2019), Belgisch voetbaltrainer
- Robert Washburn (1928), Amerikaans componist, muziekpedagoog en dirigent
- Robert Watson-Watt (1892-1973), Brits natuurkundige
- Robert Webb (1972), Brits komiek, acteur en schrijver (Mitchell and Webb)
- Robert van der Werff (?), Nederlands triatleet en duatleet
- Robert Westerholt (1975), Nederlands gitarist
- Robert van Westerop (1978), Nederlands voetballer
- Robert J. White (1925), Amerikaans chirurg (apen)
- Robert H. Whittaker (1920-1980), Amerikaans ecoloog en taxonoom
- Robert de Wilde (1977), Nederlands fietscrosser
- Robert Willemse (1989), Nederlands voetballer
- Robbie Williams (1974), Britse popzanger
- Robert Williams (boogschutter) (1841-1914), Amerikaans boogschutter
- Robert R. Williams (1886-1965), Amerikaans scheikundige
- Robert Anton Wilson (1932-2007), Amerikaans schrijver, filosoof, futuroloog, anarchist en onderzoeker naar samenzweringen
- Robert Charles Wilson (1953), Canadees schrijver van sciencefiction
- Robert Woodrow Wilson (1936), Amerikaans natuurkundige
- Robert Wimmer (1965), Duits ultraloper
- Robert Wisdom (1953), Amerikaans acteur
- Robert Wise (1914-2005), Amerikaans filmregisseur, -producent en editor
- Robert de Wit (1962), Nederlands meerkamper
- Robert Burns Woodward (1917-1979), Amerikaanse organisch chemicus
- Robert Charles Wroughton (1849-1921), Brits officier en bioloog
- Robert Wuhl (1951), Amerikaans acteur
- Robert Wyatt (1945), Brits musicus

### Y
- Robert Young (acteur) (1907-1998), Amerikaans acteur
- Robert Lee Yates (1952), Amerikaans seriemoordenaar

### Z
- Robert Zandvliet (1970), Nederlands kunstschilder
- Robert Zelcic (1965), Kroatisch schaker
- Robert Zemeckis (1952), Amerikaans filmregisseur, -schrijver en -producent
- Robert Změlík (1969), Tsjechisch atleet (meerkamp)
- Robert Frédéric Groeninx van Zoelen (1889-1979), Nederlands publicist, antiquair en fascistisch politicus
- Robert Zoellick (1953), Amerikaans bankier en politicus en voorzitter van de Wereldbank
- Robert Zoellner (?), Amerikaans filatelist
- Robert Zubrin (1952), Amerikaans ingenieur (Mars Society)
- Robert Zuidam (1964), Nederlands componist
- Robert Zumbühl (1901-1974), Zwitsers politicus
- Robert Zwinkels (1983), Nederlands voetballer

### Fictief
- Robert Alberts, personage uit de Nederlandse soapserie "Goede tijden, slechte tijden"
- Robert Barr, personage uit de Amerikaanse soapserie "Santa Barbara"
- Robert Bruynooghe, personage in de boeken van Pieter Aspe
- Robert Kelly (Marvel), personage uit het Marvel Comics universum
- Robert Langdon, personage in de boeken van Dan Brown
- Robert Nieuwman, personage uit de Vlaamse politieserie Flikken
- Robert en Bertrand, Vlaamse stripreeks

- Robert
- Robert's Arm
- Robert, 1e graaf van Gloucester
- Robert-Aglae Cauchoix
- Robert-Aglaé Cauchoix
- Robert-Daniel de Conway
- Robert-Espagne
- Robert-François Damiens
- Robert-Jan Derksen
- Robert-Jan Knook
- Robert-Jan Ravensbergen
- Robert-Jan Smits
- Robert-Jan Stips
- Robert-Jan Vanwesemael
- Robert-Jan Westdijk
- Robert-Jan van Pelt
- Robert-Jon McCarthy
- Robert-Joseph Mathen
- Robert-Joseph Pothier
- Robert-Joseph de Laittres
- Robert-Magny
- Robert-Magny-Laneuville-a-Remy
- Robert-Magny-Laneuville-à-Rémy
- Robert-Richard Zapp
- Robert-Schumann-Conservatorium
- Robert-Schumann-Haus
- Robert-Schumann-Haus Zwickau
- Robert-Schumann-Hochschule Duesseldorf
- Robert-Schumann-Hochschule Dusseldorf
- Robert-Schumann-Hochschule Düsseldorf
- Robert-Schumann-Institut der Staatlichen Hochschule fur Musik Rheinland
- Robert-Schumann-Institut der Staatlichen Hochschule für Musik Rheinland
- Robert-Schumann-Konservatorium
- Robert-jon McCarthy
- Robert-jon Mccarthy
- Robert "Mutt" Lange
- Robert (Bob) Van Rompaey
- Robert (Canada)
- Robert (IJsbrand) Haagsma
- Robert (adellijk huis)
- Robert (film)
- Robert (filmprijs)
- Robert (pop)
- Robert (schip, 1897)
- Robert (voornaam)
- Robert A.K. Runcie
- Robert A. Ballardbrug
- Robert A. Boudreau
- Robert A. Cunningham
- Robert A. Hawkins
- Robert A. Heinlein
- Robert A. Keiser
- Robert A. King
- Robert A. King (1862-1932)
- Robert A. King (componist)
- Robert A. M. Stern
- Robert A. Millikan
- Robert A. Samson
- Robert Abbot
- Robert Abdesselam
- Robert Abela
- Robert Abigail
- Robert Abplanalp
- Robert Ace Barbers
- Robert Acquafresca
- Robert Adam
- Robert Adame Beltran
- Robert Adjiet
- Robert Adler
- Robert Adolf Rothkrans
- Robert Adolph King
- Robert Aerens
- Robert Aickman
- Robert Alan Eustace
- Robert Alban
- Robert Alberdingk Thijm
- Robert Alberts
- Robert Alberts (personage)
- Robert Alberts (voetbalcoach)
- Robert Alda
- Robert Alden
- Robert Aldrich
- Robert Alexander Farrar Thurman
- Robert Alexander Kennedy Runcie
- Robert Alexander Watson-Watt
- Robert Allart
- Robert Allen
- Robert Allen (bokser)
- Robert Allen (boxer)
- Robert Allen Zimmerman
- Robert Allenby
- Robert Allmend
- Robert Almer
- Robert Alphonso Taft
- Robert Alquin
- Robert Alt
- Robert Altman
- Robert Altman Award
- Robert Amadou
- Robert Ambelain
- Robert Ameerali
- Robert Ancot
- Robert Andersen
- Robert Anderson
- Robert Anderson (militair)
- Robert Anderson (organist)
- Robert Andrew Berdella
- Robert Andrews Millikan
- Robert Andrich
- Robert Andrieux
- Robert Anjema
- Robert Anker
- Robert Anning Bell
- Robert Anson Heinlein
- Robert Antelme
- Robert Antoine Pinchon
- Robert Anton Wilson
- Robert Antony
- Robert Aramayo
- Robert Arbuthnot
- Robert Archibald Samson
- Robert Armani
- Robert Armin
- Robert Arryn
- Robert Arthur
- Robert Arthur (schrijver)
- Robert Arthur Junior
- Robert Arthur Morton Stern
- Robert Arthur Talbot Gascoyne-Cecil, 3rd Marquess of Salisbury
- Robert Atkins
- Robert Atkins (politician)
- Robert Aumann
- Robert Austin Boudreau
- Robert Axelrod
- Robert Axelrod (politicoloog)
- Robert Ayton
- Robert Aytoun
- Robert B. Barnett
- Robert B. Laughlin
- Robert B. Parker
- Robert B. Sherman
- Robert B. Wilson
- Robert Baden-Powell
- Robert Baden Powell
- Robert Badinter
- Robert Baeken
- Robert Baelde
- Robert Baer
- Robert Baetens
- Robert Bailey Jr.
- Robert Bailey jr.
- Robert Baker
- Robert Bakker
- Robert Bakker (roeier)
- Robert Baldwin
- Robert Bales
- Robert Balfour-Melville
- Robert Baljeu
- Robert Ballaman
- Robert Ballamann
- Robert Ballard
- Robert Barany
- Robert Baratheon
- Robert Barbers
- Robert Barbers (1944)
- Robert Barbers (1969)
- Robert Barbour
- Robert Barker
- Robert Barker (politicus)
- Robert Barker (voetballer)
- Robert Barnett
- Robert Barone
- Robert Barrett Browning
- Robert Barro
- Robert Barron
- Robert Barry
- Robert Bartko
- Robert Bates
- Robert Bauder
- Robert Bauer
- Robert Baxter
- Robert Beamon
- Robert Bear
- Robert Behnken
- Robert Beijer
- Robert Belleme
- Robert Belot
- Robert Beltran
- Robert Belushi
- Robert Ben Madison
- Robert Benoist
- Robert Benson
- Robert Benson (ijshockeyspeler)
- Robert Benson (jshockeyspeler)
- Robert Bentley
- Robert Benton
- Robert Berdella
- Robert Bereny
- Robert Bergen
- Robert Beric
- Robert Berić
- Robert Berič
- Robert Bernard Reich
- Robert Bersen
- Robert Bersén
- Robert Betts Laughlin
- Robert Bevan
- Robert Blair
- Robert Blake
- Robert Blake (acteur)
- Robert Blake (admiraal)
- Robert Blake (ontdekkingsreiziger)
- Robert Blanc
- Robert Blankenship
- Robert Bloch
- Robert Bloch (autocoureur)
- Robert Blommaert
- Robert Boehm
- Robert Bogue
- Robert Bohm
- Robert Bolt
- Robert Bosari
- Robert Bosch
- Robert Bosch GmbH
- Robert Bosschaert de Bouwel
- Robert Bossuyt
- Robert Boudreau
- Robert Boulin
- Robert Bourke
- Robert Bouten
- Robert Bovenhuis
- Robert Boyle
- Robert Bozenik
- Robert Braber
- Robert Braet
- Robert Braithwaite Martineau
- Robert Brandom
- Robert Brandt
- Robert Brandy
- Robert Brasillach
- Robert Brasseur
- Robert Bratschi
- Robert Bresson
- Robert Bridge Richardson
- Robert Bridges
- Robert Briner
- Robert Broom
- Robert Brout
- Robert Brown
- Robert Brown (acteur)
- Robert Brown (botanicus)
- Robert Browning
- Robert Brozin
- Robert Bruce
- Robert Bruce Merrifield
- Robert Bruynooghe
- Robert Buckley
- Robert Budd Dwyer
- Robert Buijtenhuijs
- Robert Bunsen
- Robert Burbano
- Robert Burks
- Robert Burns
- Robert Burns Motherwell
- Robert Burns Woodward
- Robert Buron
- Robert Buser
- Robert Bush
- Robert Butler
- Robert Butsraen
- Robert Bylot
- Robert Byrd
- Robert Byrne
- Robert Bárány
- Robert Böhm
- Robert C. Atkins
- Robert C. Christopher
- Robert C. Christopher.
- Robert C. Cooper
- Robert C. Davis
- Robert C. Lamm
- Robert C. Merton
- Robert C. Richardson
- Robert C. Schnitzer
- Robert C. Tyler
- Robert C Atkins
- Robert Cabana
- Robert Cailliau
- Robert Cambert
- Robert Cameron
- Robert Campin
- Robert Capa
- Robert Capelle
- Robert Capron
- Robert Carlyle
- Robert Carolus Wilhelmina Merhottein
- Robert Carp
- Robert Carradine
- Robert Carson Lamm
- Robert Casadesus
- Robert Casper Peterson
- Robert Catteau
- Robert Cavelier de La Salle
- Robert Cayman
- Robert Cazala
- Robert Cecil
- Robert Cecil, 1st Viscount Cecil of Chelwood
- Robert Cecil (1563-1612)
- Robert Cecil (1864-1958)
- Robert Cecil (Chelwood)
- Robert Cecil (Earl van Salisbury)
- Robert Cecil (Graaf van Salisbury)
- Robert Cecil (burggraaf)
- Robert Cecil (graaf van Salisbury)
- Robert Cecil graaf van Salisbury
- Robert Cenker
- Robert Charlebois
- Robert Charles Sproul
- Robert Charles Wilson
- Robert Charles Wroughton
- Robert Charles Zaehner
- Robert Charpentier
- Robert Chartoff
- Robert Chase
- Robert Cheboror
- Robert Cheruiyot
- Robert Cheruiyot Kiprono
- Robert Chesal
- Robert Chesebrough
- Robert Chew
- Robert Christgau
- Robert Christiaan Noortman
- Robert Christopher Riley
- Robert Cialdini
- Robert Cicchini
- Robert Cifuentes Parada
- Robert Clara
- Robert Clark
- Robert Clift
- Robert Clive
- Robert Clive, 1st Baron Clive
- Robert Clohessy
- Robert Close
- Robert Clotworthy
- Robert Clower